# 37 mm armata powietrznodesantowa wz. 1944 (CzK-M1)
37 mm armata powietrznodesantowa wz. 1944 (CzK-M1) (ros. 37-мм авиадесантная пушка образца 1944 года, ЧК-М1) – radzieckie działo przeciwpancerne przeznaczone dla wojsk powietrznodesantowych.
Armata wz. 1944 została skonstruowana w 1943 roku w OKBŁ-46. Zespołem konstruktorów kierowali Czarnko i Komaricki. Przewód lufy i balistyka działa wz. 1944 były identyczne z armatą przeciwlotniczą 61-K. Poza typami amunicji opracowanymi dla armaty 61-K, działo wz. 1944 mogło wystrzeliwać specjalnie opracowany podkalibrowy pocisk przeciwpancerny przebijający 37 mm pancerza z odległości 500 m. Działo mogło być na krótkie dystanse holowane, na większe odległości przewożono je na przyczepie.
W 1944 roku wyprodukowano 315 dział CzK-M1, w roku następnym 157, po czym produkcje zakończono.